# Peria (Northland)
Peria ist eine kleine Siedlung im Far North District der Region Northland auf der Nordinsel von Neuseeland.

## Geographie
Die Siedlung befindet sich rund 20 km östlich von Kaitaia und rund 12 km südlich der Küste der Doubtless Bay am Peria River.

## Bildungswesen
Die Siedlung verfügt mit der Peria School über eine Grundschule mit den Jahrgangsstufen 1 bis 8. Im Jahr 2015 besuchten 51 Schüler die Schule. Wiremu Hoani Taua, der später der erste Māori war, der zum Leiter einer Māori-Schule ernannt wurde, war bis 1900 im Schulkomitee der Peria Native School tätig.